# Лісново
Лісново (пол. Lisnowo, нім. Groß Leistenau) — село в Польщі, у гміні Свеці-над-Осою Ґрудзьондзького повіту Куявсько-Поморського воєводства.
Населення — 456 осіб (2011).
У 1975-1998 роках село належало до Торунського воєводства.

## Демографія
Демографічна структура станом на 31 березня 2011 року:
|          | Загалом | Допрацездатний вік | Працездатний вік | Постпрацездатний вік |
| -------- | ------- | ------------------ | ---------------- | -------------------- |
| Чоловіки | 228     | 69                 | 145              | 14                   |
| Жінки    | 228     | 51                 | 140              | 37                   |
| Разом    | 456     | 120                | 285              | 51                   |